# Командини, Джанни
Джанни Командини (итал. Gianni Comandini, 18 мая 1977, Чезена) — итальянский футболист, играл на позиции нападающего.

## Клубная карьера
Родился 18 мая 1977 года в городе Чезена на севере Италии. С детства желал стать футболистом. Одноименная команда из его города в те годы играла на неплохом для себя уровне — балансировала между Серией А и Серией Б. В первую команду «Чезены» Джанни перешёл в 17 лет, но за два сезона сыграл лишь один матч. Для получения игровой практики юноша был отдан в тосканский «Монтеварки», который играл в Серии С1. Через год Командини возвращается в родной город, но остается играть в той же самой лиге — «Чезена» вылетает из Серии Б. В ближайшие два сезона Джанни забивает 20 голов и помогает клубу сначала подняться в Серию Б, а после и закрепиться в ней.
Летом 1998 года генеральный директор «Виченцы» Сержио Гаспарин выкупает трансфер игрока, но все же на следующий сезон, оставляя нападающего в «Чезене», в котором Джанни забил 14 голов. После окончания сезона Командини перешёл в «Виченцу», где провел свой лучший сезон с 20 забитыми мячами, завершив сезон на первом месте и добившись продвижения к Серии А.
После этого 2 июля 2000 года футболиста приобрел «Милан», который предложил сумму примерно в 20;млрд лир за трансфер форварда. Начал в «Милане» Джанни забив гол загребскому «Динамо» в квалификации Лиги чемпионов. Но не мог потеснить позиции Оливера Бирхоффа и Андрея Шевченко как ведущей пары форвардов команды. Джанни же приходилось сидеть на скамейке запасных, изредка выходя на замены.
Однако сам «Милан» в том сезоне лихорадило. Команда не вышла из второй группы в Лиге чемпионов, а в чемпионате с самого старта не могла противостоять «Ювентусу» и римским грандам. Поэтому в апреле 2001 года руководство «Милана» принимает решение уволить тренера Альберто Дзаккерони. Концовку сезона решено было доверить легенде клуба Чезаре Мальдини. Тогда же 11 мая 2001 года Командини забил свои единственные два гола за «россонерри» в Серии А в памятном Миланском дерби, где «Милан» сокрушил «Интер» со счётом 6:0.
Летом 2001 года форвард вместе с партнером по команде Луиджи Салою перешёл в «Аталанту» за 8 млрд лир, в составе которой играл в основе, но забил всего лишь 4 раза. Он остается в Бергамо и в сезоне 2002/03 и принимает участие в 10 матчах чемпионата, а в следующем сезоне, в январе, переходит в «Дженоа», но не находит постоянного места в составе. В сезоне 2004/05 принимает участие в нескольких матчах сначала в «Аталанте», а затем в клубе «Тернана» из Серии В, куда попал в январе 2005 года как часть сделки по переходу Джулио Мильяччо в обратном направлении.
В 2006 году вследствие проблем со здоровьем завершает профессиональную карьеру футболиста в возрасте 29 лет. После чего вернулся в Чезену, где открыл ресторан и начал играть за любительский клуб «Polisportiva Forza Vigne» основанный в 1983 году отцом Паоло.

## Выступления за сборную
В течение 1998—2000 годов привлекался в состав молодежной сборной Италии. Джанни вызвали ещё с Серии С1. Командини был основным в сборной, обычно играя в атаке вместе с Николой Вентолой. В этом статусе он стал молодежным чемпионом Европы 2000 года, когда итальянцы обыграли в финале чехов. В этом же году поехал и на Олимпиаду, но там команда выступила гораздо менее успешно, уступив в четвертьфинале испанцам. Всего на молодежном уровне сыграл в 19 официальных матчах, забил 6 голов.

## Статистика
| Сезон               | Команда             | Чемпионат           | Чемпионат | Чемпионат | Национальный кубок | Национальный кубок | Национальный кубок | Еврокубки | Еврокубки | Еврокубки | Другие турниры | Другие турниры | Другие турниры | Всего | Всего |
| Сезон               | Команда             | Лига                | Игр       | Голов     | Лига               | Игр                | Голов              | Лига      | Игр       | Голов     | Лига           | Игр            | Голов          | Игр   | Голов |
| ------------------- | ------------------- | ------------------- | --------- | --------- | ------------------ | ------------------ | ------------------ | --------- | --------- | --------- | -------------- | -------------- | -------------- | ----- | ----- |
| 1995-96             | «Чезена»            | B                   | 1         | 0         | КІ                 | -                  | -                  | -         | -         | -         | -              | -              | -              | 1     | 0     |
| 1996-97             | «Монтеварки»        | C1                  | 28        | 3         | КІ-C               | 5                  | 3                  | -         | -         | -         | -              | -              | -              | 33    | 6     |
| 1997-98             | «Чезена»            | C1                  | 26        | 6         | КІ+КІ-C            | 1+8                | 0+6                | -         | -         | -         | -              | -              | -              | 35    | 12    |
| 1998-99             | «Чезена»            | B                   | 36        | 14        | КІ                 | 4                  | 0                  | -         | -         | -         | -              | -              | -              | 40    | 14    |
| Всего за «Чезену»   | Всего за «Чезену»   | Всего за «Чезену»   | 63        | 20        | 13                 | 6                  | 76                 | 26        |           |           |                |                |                |       |       |
| 1999-00             | «Виченца»           | B                   | 34        | 20        | КІ                 | 3                  | 3                  | -         | -         | -         | -              | -              | -              | 37    | 23    |
| 2000-01             | «Милан»             | A                   | 13        | 2         | КІ                 | 1                  | 0                  | ЛЧ        | 4         | 1         | -              | -              | -              | 18    | 3     |
| 2001-02             | «Аталанта»          | A                   | 30        | 4         | КІ                 | 3                  | 1                  | -         | -         | -         | -              | -              | -              | 33    | 5     |
| 2002-03             | «Аталанта»          | A                   | 10        | 3         | КІ                 | 1                  | 1                  | -         | -         | -         | -              | -              | -              | 11    | 4     |
| 2003-04             | «Аталанта»          | B                   | 6         | 0         | КІ                 | 0                  | 0                  | -         | -         | -         | -              | -              | -              | 6     | 0     |
| 2003-04             | «Дженоа»            | B                   | 10        | 1         | КІ                 | -                  | -                  | -         | -         | -         | -              | -              | -              | 10    | 1     |
| 2004-05             | «Аталанта»          | A                   | 2         | 0         | КІ                 | 1                  | 1                  | -         | -         | -         | -              | -              | -              | 3     | 1     |
| Всего за «Аталанту» | Всего за «Аталанту» | Всего за «Аталанту» | 48        | 7         | 5                  | 3                  | -                  | -         | -         | -         | 53             | 10             |                |       |       |
| 2004-05             | «Тернана»           | B                   | 7         | 1         | КІ                 | -                  | -                  | -         | -         | -         | -              | -              | -              | 7     | 1     |
| Всего               | Всего               | Всего               | 203       | 54        | 27                 | 15                 | 4                  | 1         | 234       | 70        |                |                |                |       |       |